# Landdag van Brandenburg
De Landdag van Brandenburg (Duits: Landtag Brandenburg) is het parlement van de Duitse deelstaat Brandenburg. De Landdag telt 88 zetels, die sinds 2024 verdeeld zijn over vier partijen.

## Geschiedenis
Het parlement van de deelstaat Brandenburg werd in 1946 opgericht met toestemming van de Sovjet-Russische Militaire Administratie in Duitsland (SMAD). Op 20 oktober 1946 vonden de eerste Landdagverkiezingen in Brandenburg plaats die werden gewonnen door de communistische SED en leidde tot de vorming van een kabinet onder Karl Steinhoff (SED) waarin alle partijen waren vertegenwoordigd. Bij de Landdagverkiezingen van 1950 werd alleen nog een "eenheidslijst" die gedomineerd werd door de SED door de autoriteiten van de Duitse Democratische Republiek (DDR) toegelaten. Deze eenheidslijst won natuurlijk de verkiezingen. Op 25 juli 1952 werd de deelstaat Brandenburg opgeheven en verdeeld onder drie districten (Bezirken): Potsdam, Frankfurt aan de Oder en Cottbus.
Na de val van de Berlijnse Muur (november 1989) werd besloten tot de heroprichting van de deelstaat Brandenburg, wat leidde tot de samenvoeging van de drie districten. Bij de Landdagverkiezingen van 14 oktober 1990, die kort na de hereniging van Duitsland plaatsvonden, behaalde de Sozialdemokratische Partei Deutschlands (SPD) van Manfred Stolpe de meeste stemmen. Hiermee was Brandenburg de enige voormalige DDR-deelstaat waar de Christlich Demokratische Union (CDU) niet de grootste werd. Stolpe vormde een verkeerslichtcoalitie bestaande uit de SPD, Bündnis 90 en de Freie Demokratische Partei (FDP). Bij de Landdagverkiezingen van 1994 behaalde de SPD de absolute meerderheid (54,14%), waarop Stolpe een nieuw kabinet formeerde. De absolute meerderheid van de SPD ging in 1999 verloren, waarop Stolpe een grote coalitie vormde met de CDU die in dat jaar een grote winst boekte. Grootste oppositiepartij werd de extreemlinkse Partei des Demokratischen Sozialismus (PDS). In 2002 werd Stolpe als minister-president van Brandenburg opgevolgd door partijgenoot Matthias Platzeck. De grote coalitie kon na de verkiezingen van 2004 worden voortgezet. Grote winst was er echter voor de PDS van Dagmar Enkelmann die met ruim 32% van de stemmen de grootste partij werd.

### Landdagverkiezingen van 2009
De Landdagverkiezingen van 27 september 2009 werden met 33% van de stemmen gewonnen door de SPD. Tweede partij werd Die Linke, die 27,2% van de stemmen verkreeg en ten opzichte van 2004 iets verloor. De CDU, die sinds 1999 de coalitiepartner van de SPD was, kreeg 19,8% van de stemmen, een klein verlies. Na de verkiezingen kon de SPD van minister-president Matthias Platzeck de coalitie met de CDU voortzetten, of een rood-rode coalitie aangaan met Die Linke. Platzeck begon gesprekken met zowel de CDU als Die Linke en kwam uiteindelijk tot de conclusie dat een kabinet met Die Linke de voorkeur van de SPD had boven een kabinet met CDU. Het kabinet-Platzeck III trad op 6 november 2009 aan en regeerde tot 28 augustus 2013, toen Platzeck aftrad en werd opgevolgd door zijn partijgenoot Dietmar Woidke.

### Landdagverkiezingen van 2019
Op 1 september 2019 vonden opnieuw verkiezingen plaats voor de Landdag van Brandenburg. De SPD, sinds 1990 de grootste partij in Brandenburg, wist ook bij deze verkiezingen weer de meeste zetels te bemachtigen, al werd voor de vijfde keer op rij verlies geboekt: de partij ging van 30 naar 25 zetels. Ook coalitiepartner Die Linke kreeg (net als in 2014) een forse klap en viel terug van 17 naar 10 zetels. De CDU leverde zes zetels in en kwam uit op een totaal van 15. De grote winnaar van deze verkiezingen werd de rechts-radicale Alternative für Deutschland (AfD), dat 23 zetels verzamelde (een winst van 12). Ook Bündnis 90/Die Grünen en BVB / Freie Wähler wonnen er enkele zetels bij.
De rood-rode regeringscoalitie tussen SPD en Die Linke, die tien jaar aan de macht was geweest, kon niet worden voortgezet. Minister-president Woidke moest hierop in zee met andere partijen, maar sloot een samenwerking met AfD bij voorbaat uit. Gekozen werd uiteindelijk voor een zogeheten Kenia-coalitie, bestaande uit SPD, CDU en Bündnis 90/Die Grünen. Het kabinet Woidke-III trad aan op 20 november 2019.

### Landdagverkiezingen van 2024
De meest recente verkiezingen voor de Landdag van Brandenburg vonden plaats op 22 september 2024. De SPD won er zeven zetels bij en bleef de grootste partij, maar haar regeringspartners leden verlies: de CDU raakte drie zetels kwijt en Bündnis 90/Die Grünen haalde zelfs de kiesdrempel niet. Hierdoor beschikte de zittende regering niet meer over een meerderheid. Ook Die Linke, die tussen 2009 en 2019 nog in de regering hadden gezeten, belandde voor het eerst onder de kiesdrempel.
Voor de derde keer op rij wist de rechtse AfD, net als in andere Oost-Duitse deelstaten als Saksen en Thüringen, een forse winst te boeken: de partij veroverde 29% van de stemmen (ofwel 30 van de 88 zetels). Daarnaast was er een sterke opkomst van de Bündnis Sahra Wagenknecht (BSW), een partij die zich van Die Linke had afgesplitst en vanuit het niets 14 zetels veroverde. Aangezien een samenwerking met de AfD door alle andere partijen uitsloten werd, bekleedde de BSW in de formatieonderhandelingen een sleutelrol: zonder deze partij was de vorming van een meerderheidsregering onmogelijk. Op 27 november 2024 werd door SPD en BSW een regeerakkoord gesloten. Het vierde kabinet van minister-president Woidke ging van start op 11 december 2024.
| Verkiezingsuitslag 2024 | Verkiezingsuitslag 2024 | Verkiezingsuitslag 2024 | Verkiezingsuitslag 2024 | Verkiezingsuitslag 2024 |
|                         | Partij                  | %                       | Zetels                  | Verschil                |
| ----------------------- | ----------------------- | ----------------------- | ----------------------- | ----------------------- |
|                         | SPD                     | 30,9%                   | 32                      | +7                      |
|                         | AfD                     | 29,2%                   | 30                      | +7                      |
|                         | BSW                     | 13,5%                   | 14                      | +14                     |
|                         | CDU                     | 12,1%                   | 12                      | −3                      |
|                         | Bündnis 90/Die Grünen   | 4,1%                    | 0                       | −10                     |
|                         | Die Linke               | 3,0%                    | 0                       | −10                     |
|                         | BVB / Freie Wähler      | 2,6%                    | 0                       | −5                      |
|                         | Tierschutzpartei        | 2,0%                    | 0                       | -                       |
|                         | Plus Brandenburg        | 0,9%                    | 0                       | -                       |
|                         | FDP                     | 0,8%                    | 0                       | -                       |
|                         | Overigen                | 0,9%                    | 0                       | -                       |
|                         | Totaal                  | 100%                    | 88                      |                         |

## Parlementsgebouw

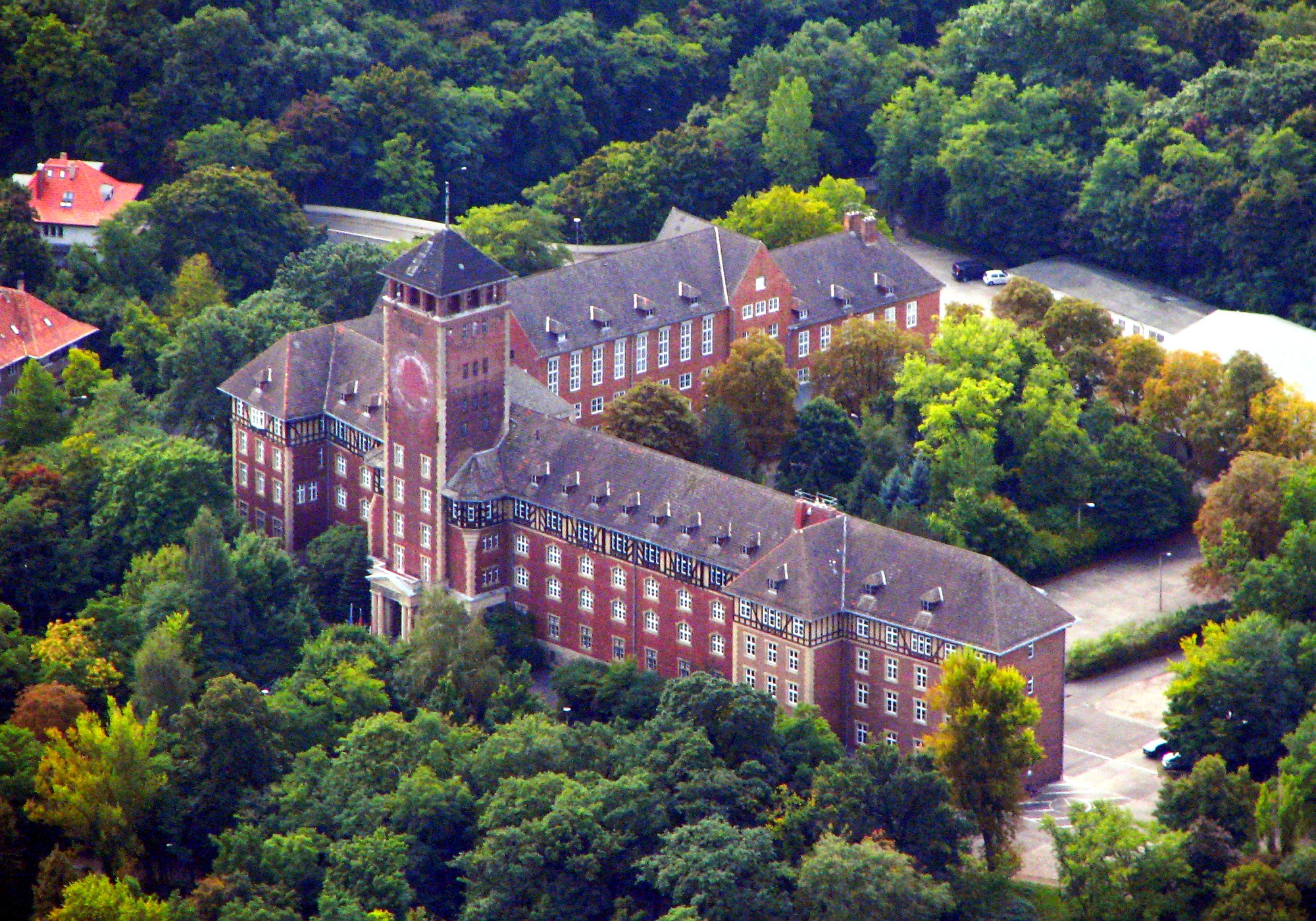
Voormalig parlementsgebouw van Brandenburg (1990–2013)

De Landdag zetelde van 1990 tot 2013 op de Brauhausberg in Potsdam. Die locatie moest echter worden verlaten omdat het gebouw dringend toe was aan een sanering. Na het smeden van plannen voor een nieuw parlementsgebouw werd in mei 2005 beslist het in de Tweede Wereldoorlog vernietigde Potsdamer Stadtschloss aan de Alten Markt te herbouwen. De bouwkosten hiervan, zo'n 80 miljoen euro, werden echter niet gedekt door de overheid. Gesteund door een enquête onder de bevolking, die dit plan in meerderheid steunde, ging men verder onderhandelen over de financiering. Dankzij een bijdrage van 20 miljoen euro van Hasso Plattner, de directeur-eigenaar van het Duitse softwarebedrijf SAP, werd het project haalbaar. De kosten voor een geheel historische façade zouden vermoedelijk 110 miljoen euro bedragen, waarbij 600 bewaard gebleven delen weer ingevoegd zouden worden. Een bouwconsortium onder leiding van het Nederlandse BAM won de inschrijving in augustus 2009 voor 119,6 miljoen euro. Het gebouw werd eind 2013 opgeleverd. Vanaf het voorjaar van 2014 nam het parlement zijn intrek in het stadspaleis.

## Voorzitters van de Landdag
| Voorzitters van de Landdag van Brandenburg | Voorzitters van de Landdag van Brandenburg | Voorzitters van de Landdag van Brandenburg |
| Persoon                                    | periode                                    | partij                                     |
| ------------------------------------------ | ------------------------------------------ | ------------------------------------------ |
| Friedrich Ebert jr.                        | 1946–1949                                  | SED                                        |
| Otto Meier                                 | 1949–1952                                  | SED                                        |
| Herbert Knoblich                           | 1990–2004                                  | SPD                                        |
| Gunter Fritsch                             | 2004–2014                                  | SPD                                        |
| Britta Stark                               | 2014–2019                                  | SPD                                        |
| Ulrike Liedtke                             | 2019–heden                                 | SPD                                        |